# Vest-Agder
Vest-Agder là một hạt của Na Uy. Hạt này có diện tích là 7276 km², dân số thời điểm năm 2008 là 166.976 người. Chính quyền hạt đóng ở thành phố Kristiansand.

## Các đô thị

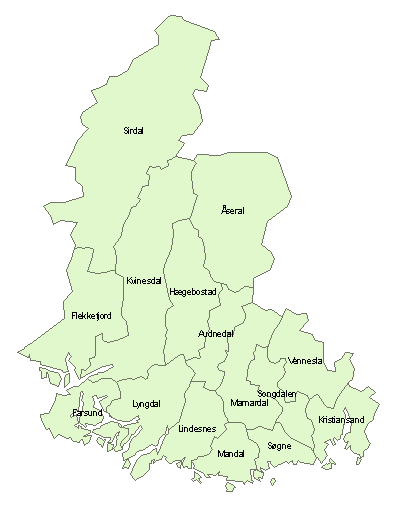
Các đô thị ở Vest-Agder

| Xếp hạng  | Tên          | Dân số  | Diện tích km² |
| --------- | ------------ | ------- | ------------- |
| 1         | Kristiansand | 81.295  | 261           |
| 2         | Mandal       | 14.696  | 212           |
| 3         | Vennesla     | 13.116  | 363           |
| 4         | Søgne        | 10.509  | 144           |
| 5         | Farsund      | 9.310   | 252           |
| 6         | Flekkefjord  | 9.003   | 482           |
| 7         | Lyngdal      | 7.739   | 372           |
| 8         | Songdalen    | 5.940   | 207           |
| 9         | Kvinesdal    | 5.776   | 893           |
| 10        | Lindesnes    | 4.661   | 299           |
| 11        | Marnardal    | 2.231   | 379           |
| 12        | Sirdal       | 1.790   | 1.555         |
| 13        | Audnedal     | 1.670   | 251           |
| 14        | Hægebostad   | 1.624   | 426           |
| 15        | Åseral       | 917     | 801           |
| Tổng cộng | Vest-Agder   | 170.377 | 7.281         |